# Système de signes
Le système de signes est un concept clé de la sémiotique, un concept que l'on doit notamment à Ferdinand de Saussure. 
C'est une expression qui renvoie à un ensemble de signes reliés entre eux. Le terme langage est fréquemment employé comme synonyme de système de signes. Cependant, l’utilisation du terme système de signes est préférable au terme langage pour un certain nombre de raisons. Premièrement, le terme langage est connoté, comme désignant le langage humain qui est sous-entendu, et plus particulièrement le langage humain parlé. Le langage humain parlé n’est qu’un système de signes parmi d’autres (lui même constitué de plusieurs systèmes) même s'il est très complexe. Par exemple, dans le cadre de la communication directe classique, les humains utilisent des systèmes de signes non-verbaux (langage du corps) et verbaux. Aussi, les humains communiquent beaucoup à l’aide de mouvements faciaux et d’autres formes d’expressions corporelles. Ces expressions sont aussi des signes et plusieurs de ces signes employés de façon codifiée forment un système de signes. Deuxièmement, ce même concept de système de signes peut également désigner de nombreuses autres formes de communication comme la communication animale et la communication humain-machine. L’observation de formes plus simple de tels systèmes de signes dans une communication autre qu’humaine peut être utile pour comprendre un peu de l’essence de la communication, et peut également être particulièrement utile pour essayer d’apporter des réponses à la question de la nature et de la fonction de la communication.
Pour comprendre les systèmes de signes il faut s'attarder sur d'autres notions qui les rendent plus clairs. Saussure nous démontre que les signes sont arbitraires. Ils seraient en aucun cas dû au concept. En d'autres termes, il n'existerait aucun rapport entre le concept (le signifié, l'image que l'on a du mot) et l'image acoustique (le signifiant, les sons qui forment le mot).  